# Karakašica
 Ovo je glavno značenje pojma Karakašica. Za pritok Vojskove pogledajte Karakašica (Vojskova).
Karakašica je naselje u sastavu grada Sinja, u Splitsko-dalmatinskoj županiji. 

## Zemljopis
Naselje se nalazi u blizini državne ceste D1.

## Stanovništvo
U 1869., 1921. i 1931. sadrži podatke za naselja Čitluk, Jasensko i Suhač, dio podataka u 1857. i od 1880. do 1900. za naselje Čitluk i dio podataka u 1910. i 1948. za naselje Suhač.
| broj stanovnika | 265   | 805   | 578   | 393   | 396   | 345   | 1264  | 1373  | 465   | 527   | 583   | 603   | 584   | 686   | 705   | 665   | 682   |
|                 | 1857. | 1869. | 1880. | 1890. | 1900. | 1910. | 1921. | 1931. | 1948. | 1953. | 1961. | 1971. | 1981. | 1991. | 2001. | 2011. | 2021. |